# (174567) Varda
(174567) Varda (2003 MW12) es un objeto transneptuniano, con una magnitud absoluta de 3.6, lo que lo convierte en un candidato a planeta enano. Fue descubierto el 21 de junio de 2003, por Jeffrey A. Larsen.
Se encuentra a una distancia del Sol de 47.8 ua, y alcanzará su perihelio en noviembre de 2096.
Su nombre hace referencia a Varda, una de las valar (deidades ficticias) del legendarium del escritor británico J. R. R. Tolkien.
Un satélite, denominado Ilmarë (por Ilmarë, la maia de Varda), o Varda I, fue descubierto a partir de una imagen tomada por el telescopio espacial Hubble el 26 de abril de 2009, y publicado en 2011. Se estima que tiene unos 360 km de diámetro (como el 50 % que el objeto que orbita).